# دم‌شانه‌ای سیلانی
دم‌شانه‌ای سیلانی (نام علمی: Belontia signata) گونه‌ای از گورامی‌های بومی سریلانکا است. این گونه در نهرهای کم‌عمق و کم‌جریان با آب شفاف و کریستالی زندگی می‌کند. طول آن می‌تواند به ۱۸ سانتیمتر (۷٫۱ اینچ) TL نیز برسد، گرچه بیشتر آنها فقط تا حدود ۱۰ سانتیمتر (۳٫۹ اینچ) رشد می‌کنند. گونه ای شناخته شده در تجارت آکواریوم می‌باشد. دم‌شانه‌ای علاوه بر آبشش‌های معمولی، دارای یک لابیرنت یا اندام اولیه‌ای شبیه ریه است که به او امکان می‌دهد در آب‌هایی با اکسیژن بسیار کم یا حتی خارج از آب برای مدت زمان قابل‌توجهی زنده بماند. معمولاً می‌توان دید که از سطح آب هوا می‌بلعد تا لابیرنت (هزارتو) خود را دوباره پر کند.